# Воймига
Воймига — река в России, протекает по Гаврилово-Посадскому району Ивановской области. Устье реки находится в 39 км по левому берегу реки Ирмес в городе Гаврилов Посад. Длина реки составляет 36 км, площадь водосборного бассейна — 210 км².

## Данные водного реестра
По данным государственного водного реестра России относится к Окскому бассейновому округу, водохозяйственный участок реки — Нерль от истока и до устья, речной подбассейн реки — бассейны притоков Оки от Мокши до впадения в Волгу. Речной бассейн реки — Ока.
Код объекта в государственном водном реестре — 09010300812110000032661.